# Jean Lauzon
Jean Lauzon, né le 20 mai 1953 à Dorval, dans l'agglomération de Montréal au Canada, est un sémioticien, photographe et essayiste québécois.

## Parcours
Après avoir suivi des études en histoire de l'art et en art, il soutient une thèse doctorale en sémiologie à l'Université du Québec à Montréal. À partir des années 1970, il développe ses connaissances en photographie, sujet sur lequel il publie de nombreux textes, catalogues et livres. En 2003, il fonde et devient le directeur du premier et seul musée entièrement consacré à la photographie au Québec, le Musée populaire de la photographie, qui ouvre ses portes en 2006 dans la basilique St-Frédéric de Drummondville. Ce musée s'attarde sur l'histoire de la photographie et expose les travaux d'artistes contemporains.
Jean Lauzon a publié des articles et des photographies notamment dans Maclean's, L'Actualité, La Presse, Le Devoir, La Tribune (Sherbrooke) et Voir (journal). Il a été membre du conseil de rédaction de la revue Horizons philosophiques, pour laquelle il a dirigé lors de l'automne 2000 un dossier intitulé L'amodernité de la photographie ?. Il a participé d'autre part à de nombreuses expositions d'œuvres photographiques, notamment au Musée de la civilisation, au Musée d'art contemporain de Montréal et à l'occasion d'un événement de la Délégation du Québec à Paris.
En 2002, aux Presses de l'Université d'Ottawa, il a publié La photographie malgré l'image, et en 2009, avec Claude Gagnon, il a publié aux Éditions Fides L'image de Dieu, livre qui cherche à mettre en lumière l'histoire du suaire de Turin.
En 2014, le Musée des beaux-arts de Montréal a fait l'acquisition de plusieurs dizaines de ses photographies, en particulier celles des années 1970 et 1980.

## Publications
- Transcanadienne Sortie 109 (avec Normand Rajotte), Les Éditions Ovo, Montréal, 1978, 108 p.[5]
- Apparence, Les Éditions Ovo, Montréal, 1981, 52 p., ill.
- Drummondvillois, Comimage, Drummondville, 1987, 60 p., ill.
- Montréal au XXe siècle. Regards de photographes (collab. à ce collectif dirigé par Michel Lessard), Les Éditions de l'Homme, Montréal, 1995, 336 p.
- La photographie sans professeur, Les Éditions de l’Homme, Montréal, 1996, 93 p., ill.
- L'amodernité de la photographie ? (dir.), Horizons philosophiques, Montréal, vol. 11, num. 1, automne 2000.
- Prendre le temps, catalogue d’exposition, Drummondville, 2000-2001.
- La photographie malgré l’image, préface de Nycole Paquin, Presses de l'Université d'Ottawa, Ottawa, 2002, 224 p., ill. (Bourse d'aide à l'édition savante de la Fédération canadienne des sciences humaines).
- Ici et là, catalogue d’exposition, Musée populaire de la photographie, Drummondville, automne 2008.
- L'image de Dieu : la véritable histoire du Suaire de Turin (avec Claude Gagnon), Éditions Fides, Montréal, 2009, 256 p.
- Images de la photographie, Les Presses philosophiques, Longueuil, 2011, 223 p.
- Aller-Retour, préface de Benoît Patar et introduction de Nycole Paquin, Les Presses philosophiques/Musée populaire de la photographie, Longueuil/Drummondville, 2015.

## Distinctions
- Prix Lionel-Groulx, pour « l'ensemble de son œuvre favorisant la promotion de l'histoire et du patrimoine québécois », Société Saint-Jean-Baptiste du Centre-du-Québec (2007)
- Prix du Mérite Estrien (section « culture »), La Tribune (Sherbrooke), en collaboration avec Radio-Canada (2007)